# Billy Adamsen
Billy Adamsen (født 22. februar 1963) er lektor i sprog- og arbejdspsykologi og Danmarks første spindoktor. Han er uddannet mag.art. i litteraturvidenskab og massekommunikation, exam.art. og Ph.d i sprogpsykologi fra Københavns Universitet. Han blev Danmarks første spindoktor, da statsminister Poul Nyrup Rasmussen i 1996 ansatte ham som sin personlige rådgiver. Adamsen forlod dansk politik efter folketingsvalget i 2001 og fungerede kortvarigt hos fagforbundet SiD, senere Fagligt Fælles Forbund (3F).

## Erhverv
I 2005 forlod Adamsen helt politik og blev direktør for ishockeyklubben Rødovre Mighty Bulls, som han i sæsonen 2007/2008 bl.a gjorde til danske pokalmestre. I 2008 forlod Adamsen Rødovre, og blev direktør for den nye multiarena i Malmø, Malmö Arena, og blev samtidig medlem af den svenske ishockeyklub Malmö Redhawks' advisory board.
Siden blev han ansat som strategidirektør hos kommunikationsbureauet Sylvester Hvid & Co. I december 2010 kom det frem at Adamsen igen gik ind i politik – nu som særlig rådgiver for økonomi- og erhvervsminister Brian Mikkelsen. Ansættelsen i de Konservatives ministerium varede dog kort, idet Adamsen ikke valgte at søge stillingen permanent efter at avisen BT offentliggjorde en række fortrolige breve, Billy Adamsen havde sendt til sin daværende tidligere arbejdsgiver, statsminister Poul Nyrup Rasmussen i perioden 1997-2002.

## Forskning
Sideløbende har Billy Adamsen også en videnskabelig karriere med eksterne lektorater og adjunkturer på bl.a. Københavns Universitet, Roskilde Universitetscenter, Syddansk Universitet og Copenhagen Business School. Han er forfatter og har udgivet syv bøger, Tv – en god babysitter (1994), Tv og Computeren – gode babysittere (1995), Tv-valg og Tv-vælger (1996), En enkel sag – en tanke om enkeltsager og politik (1998), Spindoktor (2005).
Bogen Spindoktor er om tiden hos Poul Nyrup Rasmussen.
I sin senere forskning har Billy Adamsen rettet sit fokus mod sprog- og arbejdspsykologiske emner som ledelse - ledelsespsykologi, arbejdsidentitet, trivsel, præstation og talent. I 2016 udgav han bogen Demystifying Talent Management - a critical approach to the realities of talent og i 2019 var han medforfatter til bogen ‘Managing talent - understanding critical perspectives’, som begge er udkommet på Palgrave Macmillan . I 2021 udgav Billy Adamsen bogen 'Forstå din arbejdsidentitet' og arbejdsidentitets testen 'Arbejdsidentitet Pro', som er en videreudvikling af den amerikanske psykolog John L. Hollands 'vocational identity test', og tilpasset det 21 århundredes arbejdsmarked.